# The Alcott
«The Alcott» — песня американской рок-группы the National и певицы и автора-исполнителя Тейлор Свифт, вышедшая 28 апреля 2023 года в качестве сингла с альбома First Two Pages of Frankenstein. Это баллада в стиле даунтемпо с фортепиано. Она была спродюсирована на студии Long Pond в Гудзон Вэлли.

## Музыка и тексты
Созданная на студии Long Pond в долине Гудзона, «The Alcott» — это баллада в стиле даунтемпо. В её записи использовано фортепиано. Эндрю Тренделл из NME описал песню как «готовый к арене лайт-ап». Критик Pitchfork Брэд Шоуп нашёл в треке «сублиминальный индустриальный рэп». Ближе к концу Свифт исполняет сольный вокал.

## Отзывы
Джеймс Меллен из журнала Clash выбрал «The Alcott» как «действительно потрясающий» трек, демонстрирующий «безупречный» вокал Свифт и «универсальное» исполнение Бернингера. В неоднозначной рецензии Шоуп счёл трек в основном артистизмом Свифт и назвал его «the National (Taylor’s Version)», а также написал: «Беспорядок есть, просто не хаос».

## Хит-парады
| Чарт (2023)                                  | Высшая позиция |
| -------------------------------------------- | -------------- |
| Австралия Australia Digital Tracks (ARIA)    | 26             |
| Канада Hot Digital Songs (Billboard)         | 20             |
| Ирландия (IRMA)                              | 63             |
| Новая Зеландия (RMNZ)                        | 5              |
| Великобритания (UK Singles Chart)            | 90             |
| США (Billboard Digital Songs)                | 11             |
| США (Billboard Adult Alternative Songs)      | 9              |
| США (Billboard Adult Top 40)                 | 23             |
| США (Billboard Hot Rock & Alternative Songs) | 13             |
| США (Billboard Rock Airplay)                 | 40             |